# Lepilemur scottorum
Lepilemur scottorum (лепілемур Скоттів) — вид приматів родини лепілемурових (Lepilemuridae). Назва шанує родину Скотта, чий фонд фінансує науково-дослідні й природоохоронні заходу мадагаскарських приматів.

## Зовнішній вигляд
Вид з середньою вагою 0,88 кг. Довге, товсте хутро переважно червоно-коричневе. Обличчя сіре, щоки і брови білі. Задні ноги довгі й сильні.

## Поширення
Цей вид знаходиться на північному сході Мадагаскару. Населяє низовинний тропічний ліс.

## Поведінка
Життя цього виду мало відомо. Як і всі лепілемури вони, ймовірно, нічні й деревні, харчуються рослинним матеріалом, особливо листям, плодами і бутонами.

## Загрози
Цей вид знаходиться під загрозою втрати місця існування і деградації від нестійких методів ведення сільського господарства, а також неприйнятних рівнів полювання. Населяє англ. Masoala National Park.

## Етимологія
Вид названо на честь Сюзанни (англ. Suzanne M. Scott) й Волтера Скоттів (англ. Walter Scott Jr.), які є філантропами та відомими прихильниками охорони природи в усьому світі.